# John W. Young
John Watts Young (San Francisco, California, 24 de septiembre de 1930-Houston, Texas, 5 de enero de 2018) fue un astronauta estadounidense, oficial naval y aviador, piloto de pruebas e ingeniero aeronáutico, quien se convirtió en la novena persona en caminar sobre la Luna como comandante de la misión Apolo 16 en 1972.
Young disfrutó de la carrera más larga de cualquier astronauta, convirtiéndose en la primera persona en realizar seis vuelos espaciales durante los 42 años de servicio activo de la NASA, Es una de las tres personas que han realizado dos veces la travesía de la Tierra a la Luna y la única persona que ha pilotado y ha sido comandante de cuatro clases diferentes de nave espacial (todas las existentes durante sus años en activo excepto las Mercury): 
- Gemini cápsula espacial (Gemini 3, Gemini 10)
- Módulo de Mando y Servicio de Apolo (Apolo 10)
- Módulo lunar (Apolo 16)
- Transbordador espacial (STS-1, STS-9)[2]

Nacido en San Francisco, California y criado en Orlando, Florida, consiguió la licenciatura en ingeniería aeronáutica con los mayores honores en el «Georgia Institute of Technology» en 1952. Después de graduarse se alistó en la marina de los Estados Unidos, convirtiéndose en piloto de caza, y en 1959 en piloto de pruebas.
Se unió a la NASA en 1962 y voló en el Gemini 3 (junto con «Gus Grissom»), Gemini 10 (con Michael Collins), Apolo 10 (con Thomas P. Stafford y Eugene A. Cernan), Apolo 16 (con Thomas K. Mattingly y Charles M. Duke), STS-1, la primera misión del Transbordador Espacial y STS-9, el primer vuelo del Transbordador con el laboratorio espacial Spacelab. Young fue el primer astronauta del grupo 2 en ser seleccionado para un vuelo, y anotó otro hito al introducir de contrabando un sándwich de carne picada de ternera en una nave espacial, hecho por el cual fue reprendido.
Young se entrenó como piloto de reserva para el vuelo Gemini 6 antes de volar en el Gemini 10, en el que, como comandante de la misión, efectuó el primer ensamblaje doble de la historia de la astronáutica. Trabajó para la NASA durante 42 años, permaneciendo durante todo el tiempo en la lista de astronautas activos. Tras dos décadas en labores administrativas para la NASA, se retiró el 31 de diciembre de 2004 a la edad de 74 años. Falleció el 5 de enero de 2018 a los 87 años de edad por complicaciones de neumonía.